# 山头镇 (泗县)
山头镇，是中国安徽省宿州市泗县下辖的一个乡镇级行政单位。

## 行政区划
山头镇共辖以下地区：
山头村、蔡圩村、袁张村、张店村、杨桥村、仝城村、大柏村、惠庙村、钓台村、骆场村、找沟村、宋圩村、骆庙村。